# Pražská vodohospodářská společnost
Pražská vodohospodářská společnost (PVS) spravuje vodohospodářský majetek hlavního města Prahy, která je jeho stoprocentním vlastníkem. Společně s akciovou společností Pražské vodovody a kanalizace je provozovatel vodohospodářského majetku. Vodu nakupuje od společností Želivská provozní a Vodárna Káraný. Řídi i modernizaci Ústřední čistírny odpadních vod na Císařském ostrově. PVS založil v roce 1998 Fond národního majetku jako nástupce státních podniků Pražské vodárny a Pražská kanalizace a vodní toky, sídlo je v Bořislavka Centrum na Praze 6.
PVS hospodaří se ziskem, v roce 2015 to bylo 7,6 milionu Kč a v roce 2016 byl zisk 15,4 milionu Kč. V roce 2017 PVS investovala do vodohospodářské infrastruktury přes 2 miliardy Kč, v letech 2018–2022 to bude 17,72 miliardy Kč a v roce 2023 přes 2,95 miliardy Kč. 